# Orla Guerin
Orla Guerin (née le 15 mai 1966) est une journaliste et présentatrice irlandaise. Elle est également correspondante pour BBC News.

## Jeunesse et carrière
Orla Guerin est née à Dublin et a été instruite dans un couvent. Diplômée en journalisme du Dublin Institute of Technology (DIT), elle obtient en 1985 un certificat en journalisme au College de Commerce de Dublin. Elle est également titulaire d'une maîtrise en études cinématographiques de l'University College Dublin (UCD). 
Orla Guerin a commencé sa carrière en travaillant pour des journaux à Dublin, tels que le Sunday Tribune. Elle a ensuite rejoint RTÉ News en 1987. Elle devint leur plus jeune correspondante à l'étranger lorsqu'elle fut envoyée en Europe de l'Est à 23 ans en 1990,. Elle resta à RTÉ jusqu'en 1994, tout en faisant également des reportages en Europe centrale, dans l'ancienne Union soviétique, en Yougoslavie et à Sarajevo. Les reportages de Guerin en Europe de l’Est pour RTÉ Radio lui ont valu le Jacob's Award en 1992.
Elle quitta RTÉ pour se porter candidate pour le Parti socialiste Irlandais aux élections du Parlement européen en 1994. Novice en politique, Orla Guérin avait été choisie par le leader du parti travailliste, Dick Spring. Même si elle ne fut pas sélectionnée pour figurer sur les listes, Spring insista par la suite pour qu’elle soit ajoutée sur les bulletins de vote. Elle termina septième sur 15 candidats avec 6% des voix mais ne remporta pas de siège. 

## Carrière à la BBC
Orla Guerin rejoint la BBC en 1995. Elle s'installa à Los Angeles en janvier 1996 et devint la correspondante de la BBC pour l'Europe du Sud en juillet 1996. Elle fut ensuite basée à Rome jusqu'en juin 2000. Au cours de cette période, Orla Guérin fit des reportages au Kosovo, en République de Macédoine, au Pays basque et dans le nord de l'Espagne. Dans la seconde moitié de l'année 2000, elle partit à Moscou et couvrit la catastrophe du sous-marin de Koursk. 
Faisant régulièrement des reportages depuis des zones de guerre, Orla Guerin a déclaré en 2002 à Quentin Letts, du Evening Standard, au sujet du port de vêtements appropriés : 

« J'ai reçu mon premier gilet pare-balles de l'armée irlandaise, mais ils ne m'ont pas donné les plaques d'armure que vous glissez dans le gilet. Sans elles, la veste était aussi utile qu'un mouchoir blanc. Je suis un peu plus au courant maintenant et heureusement, les plaques d'armure sont devenues plus légères. Vous ne pouvez pas courir très vite avec une veste pare-balles, mais vous devez parfois en porter une. J'ai connu des collègues qui sont morts sans elles »

Orla Guerin est nommée comme correspondante de la BBC à Jérusalem en janvier 2001. Début avril 2002, la BBC dépose une plainte officielle auprès du gouvernement israélien après que des soldats israéliens aient tiré sur elle et son équipe, les forçant à se mettre à couvert, alors qu'ils étaient en train de filmer une manifestation pacifique à Bethléem, en Cisjordanie. Presque exactement deux ans plus tard, le gouvernement israélien écrit à la BBC en l'accusant d'avoir un « partis-pris profondément enraciné à l'égard d'Israël » à la suite d'un article sur un adolescent en passe de devenir un kamikaze. La BBC défend le reportage d'Orla Guérin. Caroline Hawley lui succède comme correspondante de la BBC à Jérusalem. En décembre 2005, la BBC déclare au magazine Broadcast qu'Orla Guérin a passé deux ans de plus à Jérusalem que la normale, en comparaison avec la rotation habituelle de trois ans des correspondants. L'ancien directeur général de la BBC, Greg Dyke, écrit : « Je ne doute pas que la décision de la BBC de retirer leur correspondante du Moyen-Orient, Orla Guerin, de la région et de l'envoyer en Afrique du Sud fait partie de la rotation normale des correspondants de la BBC autour du monde. Cependant, le moment pour l'annoncer était mal choisi, seulement quelques jours après la visite du directeur général Mark Thompson en Israël, où il a rencontré le Premier ministre israélien Ariel Sharon ». Guerin devient la correspondante de la BBC en Afrique, basée à Johannesbourg, en janvier 2006. Après cela, elle est la correspondante de la BBC au Pakistan, basée à Islamabad. 
En octobre 2015, Lord Grade, ancien président de la BBC, écrit à James Harding, directeur de BBC News, pour critiquer le reportage d'Orla Guerin sur le Moyen-Orient. Dans la lettre, publiée dans The Jewish Chronicle, Grade lui reprochait d'avoir supposé une « équivalence » entre Israël et les Palestiniens. Selon Grade : « Ce fut un abus de la part du correspondant d'affirmer qu' "il n'y a aucun signe d'implication de groupes militants ", avant de montrer des images de banderoles du Jihad Islamique Palestinien (PIJ) au domicile d'un terroriste âgé de 19 ans qui réalisa une attaque meurtrière au couteau à la porte du Lion, à Jérusalem, le 3 octobre »,. 
Le 23 février 2018, Orla Guerin publie un rapport d'enquête intitulé Shadow over Egypt (« Une ombre sur l'Égypte »), dans lequel elle rapporte la prétendue disparition forcée de ressortissants égyptiens contenant le témoignage d'une jeune femme appelée Zubeida, dont la mère aurait été enlevée par les forces de sécurité en avril 2017. Le 26 février 2018, une interview en direct est diffusée sur la chaîne de télévision égyptienne ON TV où Zubeida et son mari répondent aux questions d'Amr Adib, un célèbre journaliste pro-régime. L'interview révèle que Zubeida était séparée de sa mère depuis avril 2017, s'est mariée et venait d'avoir un bébé, deux semaines seulement avant le reportage de la BBC Cependant, le 27 février 2018, la mère de Zubeida déclare lors d'une interview téléphonique en direct avec la chaîne de télévision d'opposition Mekameleen, basée à Istanbul, qu'elle confirme l'intégralité des affirmations précédentes et sous-entend que Zubeida était sous la contrainte lors de l'interview. Le 28 février 2018, des rapports mentionnent que la mère de Zubeida aurait été arrêtée par les forces de sécurité égyptiennes.
En 2019, Orla Guerin est la correspondante de la BBC à Caracas, capitale du Venezuela, lors des manifestations et de la crise présidentielle de 2019 au Venezuela.

## Honneurs et vie privée
En 2002, elle reçoit un diplôme honorifique de l'Université de l'Essex et le prix de la présentatrice de l'année du London Press Club. Elle est élevée au rang de MBE de l'Ordre de l'Empire britannique (honorifique) pour services rendus à la radiodiffusion en 2005. 
Orla Guerin épouse en 2003 le correspondant de Reuters, Michael Georgy. La même année, elle reçut le News and Factual Award by Women in Film and Television UK. En 2009, elle reçut des diplômes honorifiques des deux universités d'Irlande du Nord, la Queen's University Belfast et l'Université d'Ulster. En 2014, elle a reçu un diplôme honorifique de l'Université de Bradford. 